# 여유만만
《여유만만》은 2003년 11월 3일부터 2018년 7월 13일까지 방송했던 아침 토크 쇼 프로그램이었다.

## 기획 의도
다양한 사람들의 역경을 극복한 감동적인 이야기와 알찬 정보를 제공했던 시사교양 프로그램이었다.

## 요일별 코너
- 월요일 : <3인3색 특강쇼> - 건강, 재테크, 스타일, 트렌드 등과 관련된 새로운 정보를 국내 최고의 강사들이 모여 3가지의 다른 시선으로 제시함
- 화요일 : 나와 우리 가족을 위험에서 지키는 필수 알짜 정보 위험으로부터 나를 지키는 법 알아야 산다.
- 수요일 : <SOS 할 말 있어요> - 이 시대 최고의 화두인 가족 간 소통을 위한 리얼 상담쇼
- 목요일 : <옆집 부자의 비밀> - 무일푼에서 땀과 노력으로 진정한 부자가 된 사람들에게 들어보는 돈 버는 비법과 그들의 인생에서 배우는 우여곡절 감동의 교훈
- 금요일 : <주부 속마음 랭킹쇼> - 매주 주부 100인이 직접 선정한 순위를 공개하며, 이 시대 주부들의 진짜 속마음을 알아봄

## 역대 방송시간
| 방송 채널 | 방송 기간                          | 방송 시간                                      |
| --------- | ---------------------------------- | ---------------------------------------------- |
| KBS 2TV   | 2003년 11월 3일 ~ 2005년 10월 28일 | 매주 평일 아침 9시 30분 ~ 10시 30분            |
| KBS 2TV   | 2005년 10월 31일 ~ 2010년 1월 1일  | 매주 평일 아침 9시 30분 ~ 10시 40분            |
| KBS 2TV   | 2010년 1월 4일 ~ 2011년 4월 28일   | 매주 월요일 ~ 목요일 아침 9시 50분 ~ 11시      |
| KBS 2TV   | 2011년 5월 2일 ~ 2011년 11월 3일   | 매주 월요일 ~ 목요일 오전 10시 ~ 11시          |
| KBS 2TV   | 2011년 11월 7일 ~ 2014년 10월 30일 | 매주 월요일 ~ 목요일 아침 9시 45분 ~ 10시 50분 |
| KBS 2TV   | 2014년 11월 3일 ~ 2015년 4월 3일   | 매주 평일 아침 9시 40분 ~ 10시 40분            |
| KBS 2TV   | 2016년 2월 15일 ~ 2018년 7월 13일  | 매주 평일 아침 9시 40분 ~ 10시 40분            |
| KBS 2TV   | 2015년 4월 6일 ~ 2016년 2월 11일   | 매주 월요일 ~ 목요일 아침 9시 40분 ~ 10시 40분 |

## 역대 MC
| 역대 (기수) | 진행자 | 진행자       | 진행 기간                           | 비고               |
| 역대 (기수) | 남성   | 여성         | 진행 기간                           | 비고               |
| ----------- | ------ | ------------ | ----------------------------------- | ------------------ |
| 1기         | 이홍렬 | 박주미       | 2003년 11월 3일 ~ 2005년 11월 4일   |                    |
| 2기         | 이홍렬 | 홍은희       | 2005년 11월 7일 ~ 2006년 11월 17일  |                    |
| 3기         | 남희석 | 최은경(21기) | 2006년 11월 20일 ~ 2008년 4월 4일   |                    |
| 4기         | 남희석 | 최원정       | 2008년 4월 7일 ~ 2009년 4월 17일    |                    |
| 5기         | 지석진 | 최원정       | 2009년 4월 20일 ~ 2009년 10월 16일  |                    |
| 6기         | 박수홍 | 최원정       | 2009년 10월 19일 ~ 2010년 12월 31일 |                    |
| 7기         | 오언종 | 황수경(19기) | 2011년 1월 3일 ~ 2011년 5월 27일    |                    |
| 8기         | 조우종 | 황수경(19기) | 2011년 5월 30일 ~ 2013년 10월 21일  |                    |
| 9기         | 조우종 | 윤지영(24기) | 2013년 10월 22일 ~ 2014년 10월 24일 | [ 6 ]              |
| 10기        | 조우종 | -            | 2014년 10월 27일 ~ 2014년 12월 31일 |                    |
| 11기        | 조영구 | 이정민(31기) | 2015년 1월 5일 ~ 2016년 4월 22일    | [ 7 ]              |
| 12기        | 김승휘 | 이정민(31기) | 2016년 4월 25일 ~ 2018년 5월 25일   | [ 8 ] [ 9 ] [ 10 ] |
| 13기        | 김승휘 | 정다은(34기) | 2018년 5월 28일 ~ 2018년 7월 13일   |                    |

## 타이틀 변천사
| 역대 | 타이틀                    | 방송 기간                           |
| ---- | ------------------------- | ----------------------------------- |
| 1대  | 새 아침 행복나들이        | 1994년 10월 10일 ~ 1995년 2월 18일  |
| 2대  | 엄앵란, 이택림의 사랑방   | 1996년 3월 4일 ~ 1998년 6월 12일    |
| 3대  | 김병찬, 변우영의 행복탐험 | 1998년 6월 15일 ~ 1998년 10월 9일   |
| 4대  | 행복채널                  | 1998년 10월 12일 ~ 2003년 10월 31일 |
| 5대  | 여유만만                  | 2003년 11월 3일 ~ 2018년 7월 13일   |

## 참고 사항
- 김성령이 2005년 가을 개편 때 박주미 후임 MC 물망에 올랐지만,[11] 해당 프로그램 앞 시간에 방송되었던 KBS 2TV 아침드라마 걱정하지마 캐스팅으로 고사하였다.

## 같이 보기
- 아침마당, 무엇이든 물어보세요 (KBS 1TV)
- 좋은 아침 (SBS TV)
- 기분 좋은 날 (MBC TV)